# 이여절
이여절(李汝節, ? ~ ?)은 조선 후기의 무신이다. 1789년에 단천부사, 1790년에 부령부사, 1793년에 창원부사를 역임했다.
1794년, 창원 부사 재임 당시 가혹한 혹정으로 25명의 백성을 장살했다. 이에 안핵사가 급파되자 피살자들의 가족들을 협박하기까지 했다. 1801년, 황사영 백서 사건이 일어나자 황기운(黃基雲)이라는 무관계한 천주교 신자 한사람을 잡아다 40여 차례 주리를 트는 고문을 가해 황사영이라는 허위 자백을 받아낸다. 서울로 압송된 황기운이 진실을 밝히자 조정에서는 함경도 감사에게 명령해 이여절을 감사했는데, 그 결과 백성들을 가혹하게 수탈한 정황이 발견되었다.
당시 영의정 심환지가 “도둑을 치죄하는 형을 평민에게 사용했고 장죄까지 저질렀으니 묵과할 수 없지만 사형은 곤란하다”는 의견을 냈고 수렴청정 중이던 정순대비는 “팽형을 이런 자가 아니면 누구에게 시행하겠는가? 하지만 대신의 의견이 일리가 있으니 절도에 평생 충군토록 하라”라며 남해군에서 충군하게 했다.
그러나 이여절은 이내 사면되었고, 1808년에는 전라도 암행어사가 이여절이 불법을 저지른 정황을 보고했다. 이후 1822년에는 전라좌수사에 임명되었다. 생몰년은 알 수 없다.